# نستور لاکوبا
نستور آپولونوویچ لاکوبا (روسی: Не́стор Аполло́нович Лако́ба؛ ۱ مهٔ ۱۸۹۳ – ۲۸ دسامبر ۱۹۳۶) سیاست‌مدار و انقلابی بلشویک اهل آبخاز بود که به‌عنوان اولین رهبر جمهوری سوسیالیستی شوروی آبخاز خدمت کرد.
وی همچنین برندهٔ جوایزی همچون نشان لنین و نشان پرچم سرخ شده‌است.